# Åslättjärnarna
Åslättjärnarna är varandra näraliggande sjöar i Strömsunds kommun i Jämtland och ingår i Ångermanälvens huvudavrinningsområde.
- Åslättjärnarna (Ströms socken, Jämtland, 710894-147065), sjö i Strömsunds kommun, 64°05′09″N 15°12′12″Ö / 64.0859°N 15.2033°Ö
- Åslättjärnarna (Ströms socken, Jämtland, 710914-147029), sjö i Strömsunds kommun, 64°05′16″N 15°11′45″Ö / 64.0877°N 15.1959°Ö
- Åslättjärnarna (Ströms socken, Jämtland, 710930-147009), sjö i Strömsunds kommun, 64°05′21″N 15°11′30″Ö / 64.0891°N 15.1918°Ö